# Furnarius cristatus
El hornero copetón (Furnarius cristatus), también denominado hornerito copetón u hornero de copete, es una especie de ave paseriforme perteneciente al género Furnarius de la familia Furnariidae. Es nativo de las regiones chaqueña y del monte del centro-sur de Sudamérica. 

## Distribución y hábitat

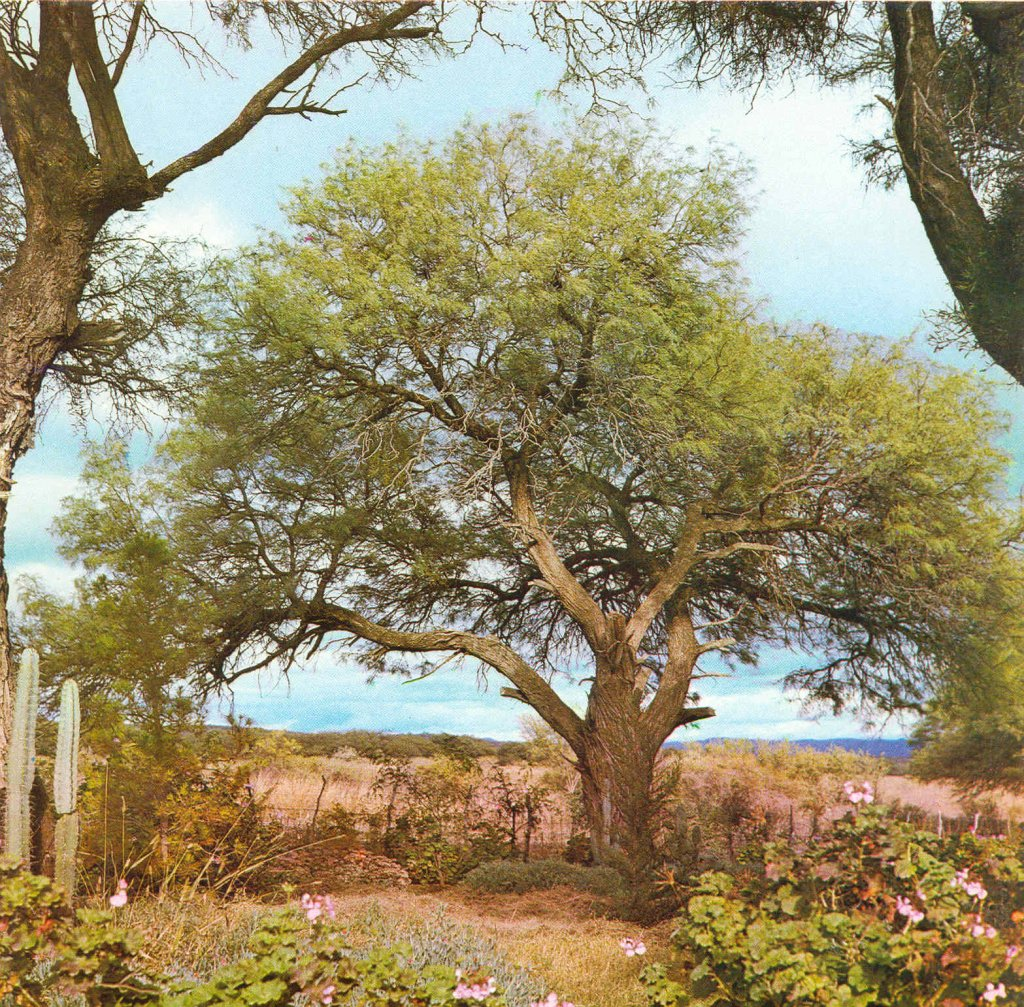
Vegetación típica del chaco, uno de los hábitats de la especie.

Se distribuye desde el extremo sureste de Bolivia (sureste de Chuquisaca, este de Tarija) y oeste de Paraguay hacia el sur hasta el centro de Argentina (al sur hasta el norte de San Luis, norte de Córdoba, centro de Santa Fe, noroeste de Entre Ríos).
Esta especie es considerada bastante común en su hábitat natural,, las zonas de matorral y de arbustos del Chaco, y las clareras alrededor de viviendas, hasta los 1000 m de altitud.

## Descripción
El hornero copetón mide entre 14 y 15 cm de longitud y pesa entre 26 y 29 g. Presenta un prominente penacho de plumas levantadas en lo alto de la cabeza. Las partes superiores de su cuerpo son de color pardo, con loros blancos y frente rojiza, el pardo se va aclarando hacia el beige en las zonas inferiores, más blanquecino en el vientre. Tiene una pequeña mancha blanquecina en la garganta. Su cola es larga y de tonos rojizos. Su pico es estrecho y ligeramente curvado hacia abajo, oscuro o castaño, con base de la mandíbula más clara. Las patas son gris oscuro o negruzcas. El iris es pardo rojizo.

## Comportamiento
Se comporta de forma similar a los otros horneros, a pesar de ser mucho menos numeroso y confiante. Anda solitario o en parejas, caminando por el suelo hurgando y picoteando en busca de comida.

### Alimentación
Su dieta consiste de todo tipo de artrópodos.

### Reproducción

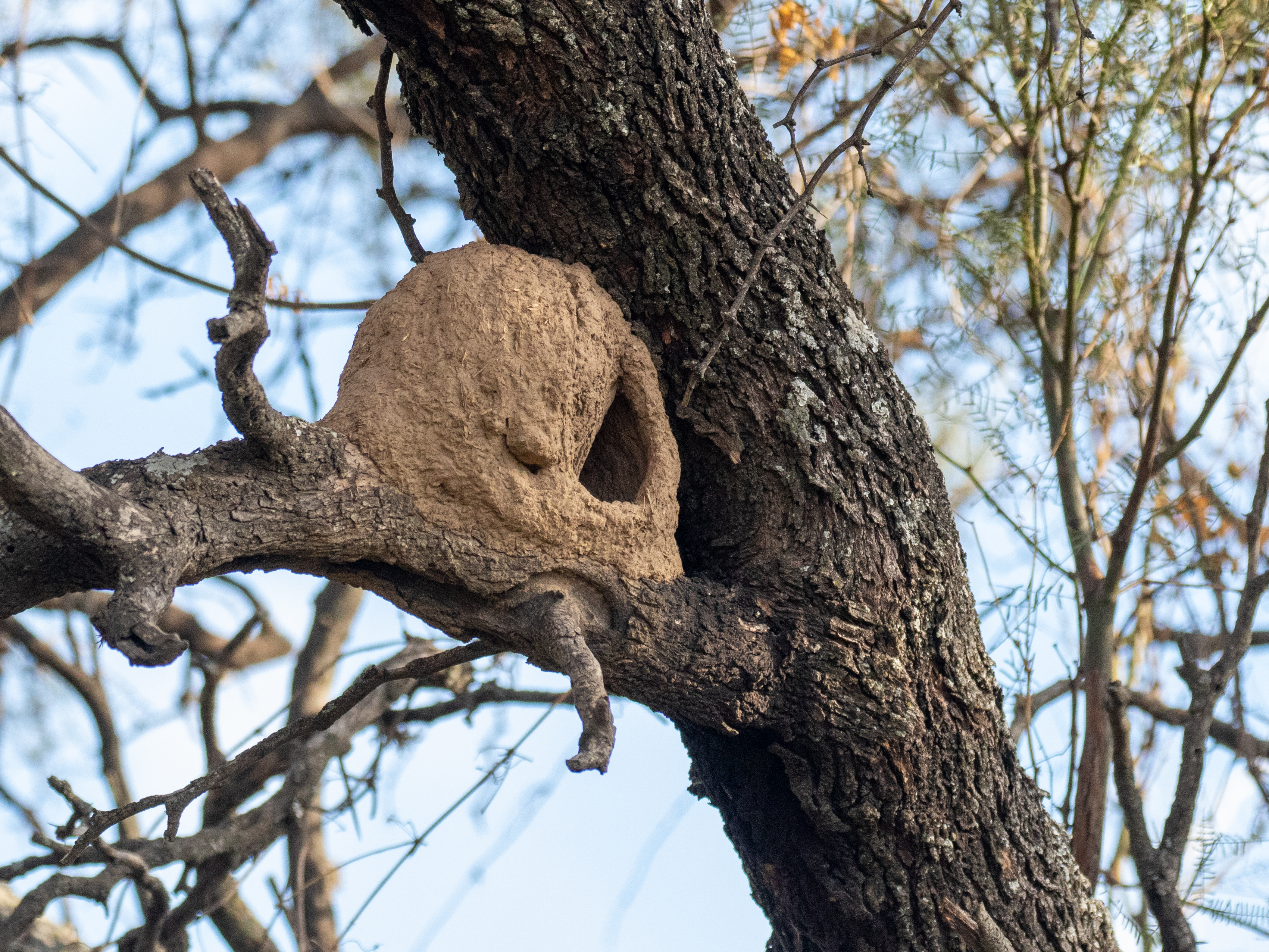
Nido de hornero copetón en el Parque y reserva natural Chancaní, Córdoba, Argentina.

La nidificación ocurre entre los meses de septiembre y diciembre. El nido es redondeado, un «horno» parecido al del hornero común (Furnarius rufus). Es construido con barro, entremezclado con pajitas, a veces con estiércol. Lo ubica en arbustos o en árboles. Tapiza la cámara con pajitas. La postura, de tres o cuatro huevos, ovoidales, blancos, ocurre en días alternados. Los huevos miden en promedio 23 x18 mm. El período de incubación de 16 días y los pichones permanecen en el nido 18 días. Ambos padres alimentan a los pichones. Sufre parasitismo de puesta por Molothrus bonariensis.

### Vocalización
El canto es un explosivo y sonoro «staccato» de notas chillonas y silbadas que merman hacia el final.

## Sistemática

### Descripción original
La especie F. cristatus fue descrita por primera vez por el ornitólogo germano – argentino Carlos Germán Burmeister en 1888 bajo el mismo nombre científico; su localidad tipo es: «Sierras de Córdoba, Argentina.»

### Etimología
El nombre genérico masculino «Furnarius» deriva del latín «furnarius»: panadero, o «furnus»: horno; en referencia al distintivo nido de las especies del género; y el nombre de la especie «cristatus», proviene del latín: crestado, con copete.

### Taxonomía
El patrón de plumaje y la biogeografía sugieren que la especie hermana más probable sea F. rufus. Es monotípica. 